# Командный чемпионат СССР по шахматной композиции 1970/1971
Чемпионат СССР по шахматной композиции 1970—1971 — 7-й командный чемпионат. 
Проводился по тем же разделам и тем же числом досок. Участники — 11 команд: 192 задачи и этюда 102 авторов. Зачётных композиций — 87. Победитель — команда Белоруссии (181 очко из 220). Судьи: А. Домбровскис и А. Козлов (двухходовки), В. Савченко и Сычёв (трёхходовки), А. Гуляев и Розенфельд (многоходовки), В. Неидзе и В. Евреинов (этюды), Ведерс (кооперативные маты), С. Пушкин (обратные маты).
Составы команд-победительниц:
- 1. Белоруссия — Афанасьев, Гебельт, Двизов, Каменецкий, Клюкин, Плостак, Сычёв, Трояновский, Цырулик, Шмуленсон;
- 2—3. Грузия — В. Каландадзе, Крихели, Савченко, Ш. Сухиташвили, Р. Тавариани, Ю. Шост;
- 2—3. Латвия-1 — А. Бойтманис, Десмитниекс, Домбровскис, Драйска, И. Дулбергс, М. Дурейс, В. Кириллов, И. Кисис, Кулис, Скуя, Л. Уланов.

Победители по разделам: 
- двухходовки — Латвия-1 — 67 очков из 84;
- трёхходовки — Латвия-1 — 69;
- многоходовки — Белоруссия — 71½;
- этюды — Белоруссия — 79;
- кооперативные и обратные маты — Латвия-1 — 76½.

## Таблица
| Команды                      | Разделы, число досок и зачётных очков | Разделы, число досок и зачётных очков | Разделы, число досок и зачётных очков | Разделы, число досок и зачётных очков | Разделы, число досок и зачётных очков | Разделы, число досок и зачётных очков | Разделы, число досок и зачётных очков | Разделы, число досок и зачётных очков | Разделы, число досок и зачётных очков | Разделы, число досок и зачётных очков | Разделы, число досок и зачётных очков | Разделы, число досок и зачётных очков | Разделы, число досок и зачётных очков | Разделы, число досок и зачётных очков | Разделы, число досок и зачётных очков | Очки |
| Команды                      | двухходовки                           | двухходовки                           |                                       | трёхходовки                           | трёхходовки                           |                                       | многоходовки                          | многоходовки                          |                                       | этюды                                 | этюды                                 |                                       | кооперативные маты                    |                                       | обратные маты                         | Очки |
| Команды                      | 1                                     | 2                                     |                                       | 1                                     | 2                                     |                                       | 1                                     | 2                                     |                                       | 1                                     | 2                                     |                                       | 1                                     |                                       | 1                                     | Очки |
| ---------------------------- | ------------------------------------- | ------------------------------------- | ------------------------------------- | ------------------------------------- | ------------------------------------- | ------------------------------------- | ------------------------------------- | ------------------------------------- | ------------------------------------- | ------------------------------------- | ------------------------------------- | ------------------------------------- | ------------------------------------- | ------------------------------------- | ------------------------------------- | ---- |
| Белоруссия                   |                                       |                                       |                                       |                                       |                                       |                                       |                                       |                                       |                                       |                                       |                                       |                                       |                                       |                                       |                                       | 181  |
| Грузия                       |                                       |                                       |                                       |                                       |                                       |                                       |                                       |                                       |                                       |                                       |                                       |                                       |                                       |                                       |                                       | 165½ |
| Латвия-1                     |                                       |                                       |                                       |                                       |                                       |                                       |                                       |                                       |                                       |                                       |                                       |                                       |                                       |                                       |                                       | 165½ |
| Ленинград                    |                                       |                                       |                                       |                                       |                                       |                                       |                                       |                                       |                                       |                                       |                                       |                                       |                                       |                                       |                                       | 158½ |
| Москва                       |                                       |                                       |                                       |                                       |                                       |                                       |                                       |                                       |                                       |                                       |                                       |                                       |                                       |                                       |                                       | 157½ |
| РСФСР (Свердловская область) |                                       |                                       |                                       |                                       |                                       |                                       |                                       |                                       |                                       |                                       |                                       |                                       |                                       |                                       |                                       | 148  |
| Латвия-2                     |                                       |                                       |                                       |                                       |                                       |                                       |                                       |                                       |                                       |                                       |                                       |                                       |                                       |                                       |                                       | 133  |
| ВС СССР                      |                                       |                                       |                                       |                                       |                                       |                                       |                                       |                                       |                                       |                                       |                                       |                                       |                                       |                                       |                                       | 118  |
| Молдавия                     |                                       |                                       |                                       |                                       |                                       |                                       |                                       |                                       |                                       |                                       |                                       |                                       |                                       |                                       |                                       | 105½ |
| Казахстан                    |                                       |                                       |                                       |                                       |                                       |                                       |                                       |                                       |                                       |                                       |                                       |                                       |                                       |                                       |                                       | 68   |
| Украина                      |                                       |                                       |                                       |                                       |                                       |                                       |                                       |                                       |                                       |                                       |                                       |                                       |                                       |                                       |                                       | 65   |